# Vittime della 'ndrangheta
Questa lista è suscettibile di variazioni e potrebbe essere incompleta o non aggiornata.

(Nicola Gratteri)
Le vittime della 'ndrangheta sono state 291, negli ultimi 50 anni, di cui 200 negli ultimi 25 anni. Nove volte su dieci non si sa chi sia l'assassino esclusi i casi di lupara bianca.
Inoltre solo nella metà degli omicidi si è riusciti a definirne il contesto.
Elenco di vittime della 'ndrangheta:

## XIX secolo
Don Antonio Polimeni e don Giorgio Fallara, uccisi nel 1862 a Ortì (Reggio Calabria) perché avevano denunciato la ‘ndrangheta.

## XX secolo

### Anni sessanta
- Maria e Natalina Stillitano, ragazze di 22 e 21 anni, vittime innocenti, uccise per vendetta nei confronti di un loro zio nell'ambito di una faida di 'ndrangheta a Drosi il 22 dicembre 1962[3].
- Concetta Iaria e Cosimo Gioffrè, madre e figlio, uccisi il 18 gennaio 1965 a Sant'Eufemia d'Aspromonte[4].
- Carmelo Siciliano, operaio di 39 anni, ucciso per errore durante una strage di 'ndrangheta a Locri il 23 giugno 1967[5].
- Famiglia Nunnari

### Anni settanta
- Vincenzo Scuteri, operaio carpentiere, iscritto al MSI, ucciso a Caulonia il 4 aprile 1971 perché non voleva lavorare il ferro commercializzato dalla 'ndrangheta[6].
- Domenico Ietto, imprenditore edile, ferito gravemente a Delianuova il 21 maggio 1971 durante un tentativo di sequestro[7].
- Domenico Cannata, imprenditore nella lavorazione del marmo, viene ucciso il 16 aprile 1972 a Polistena (RC), da un attentato dinamitardo[8].
- Giovanni Ventra, consigliere comunale del PCI, assassinato per errore il 27 dicembre del 1972 a Cittanova (RC) nell'ambito della Faida di Cittanova[9].
- Maria Giovanna Elia, casalinga di 67 anni, uccisa per errore, nell'ambito della faida tra i Vrenna e i Feudale, il 26 luglio 1973 a Crotone[10].
- Rocco Gallace, di 13 anni, ucciso il 2 gennaio 1974 a Guardavalle[11].
- Giuseppe Bruno, bambino di 18 mesi, ucciso per errore in un agguato di 'ndrangheta organizzato contro il padre a Seminara l'11 settembre 1974[12].
- Emanuele Riboli, studente di 17 anni, sequestrato a Buguggiate il 14 ottobre 1974[13].
- Michele e Domenico Facchineri, fratelli di 9 e 11 anni, uccisi nell'ambito della Faida di Cittanova, perché figli di un membro della 'ndrina dei Facchineri, il 13 aprile 1975 a Cittanova[14].
- Mario Ceretto, industriale di Cuorgnè, sequestrato e ucciso il 23 maggio 1975.
- Cristina Mazzotti, studentessa di 18 anni, sequestrata il 26 giugno 1975 Eupilio[15] trovata morta in una discarica di Galliate[16].Il 25 settembre 2024 si riapre il processo con imputati [16] Giuseppe Morabito, Giuseppe Calabrò detto "U' Dutturicchio"(1955), Antonio Talia (1952), e Demetrio Latella (1955)[16].
- Francesco Ferlaino, Avvocato Generale della Corte d'appello di Catanzaro. Il 3 luglio 1975, mentre rientrava nella propria abitazione a Lamezia Terme, veniva colpito alla schiena da due colpi di fucile esplosi da due sconosciuti che si trovavano a bordo di un'autovettura. Al suo nome è intitolato il palazzo di giustizia di Catanzaro.
- Giuseppina Utano, bambina di 3 anni, uccisa il 12 dicembre 1975 a Reggio Calabria, in un agguato che ha per bersaglio il padre[17].
- Luigi Timpano, 43 anni, ucciso il 21 febbraio 1976 a Cittanova nell'ambito della Faida di Cittanova[18].
- Alberto Capua, avvocato, e Vincenzo Ranieri, autista, uccisi il 4 giugno 1976 a Melicuccà[19].
- Rocco Corica, bambino di 7 anni, ucciso insieme al padre il 29 settembre 1976 a Taurianova[20].
- Vincenzo Macrì, farmacista di 76 anni, sequestrato il 7 ottobre 1976 a Grotteria[21].
- Adriano Ruscalla, imprenditore, sequestrato a Torino il 15 ottobre 1976[22].
- Francesco Vinci, studente ucciso per errore a Cittanova il 10 dicembre 1976 nell'ambito della Faida di Cittanova, dirigente del movimento giovanile comunista, la sua morte provocò un forte moto di protesta per diversi mesi[23].
- Rocco Gatto, mugnaio ed iscritto al PCI, viene ucciso il 12 marzo 1977 a Gioiosa Jonica (Medaglia d'oro al valor civile) per aver detto no alle estorsioni della 'ndrina degli Ursino[24].
- Vincenzo Caruso e Stefano Condello, carabinieri in servizio a Taurianova (RC) uccisi in un conflitto a fuoco con 'ndranghetisti il 1º aprile 1977 (medaglie d'oro al valor militare)[25].
- Michele Germanò, macellaio, ucciso il 26 maggio 1977 a Cittanova[26].
- Donald Mackay, politico e attivista antidroga, ucciso a Griffith in Australia il 15 luglio 1977[27].
- Mariangela Passiatore, 44 anni, sequestrata a Brancaleone il 28 agosto 1977[28].
- Giulio Cotroneo, commerciante di 45 anni, ucciso a Bruzzano Zeffirio il 13 settembre 1977[29].
- Fortunato Furore, commerciante, ucciso a Platì il 21 agosto 1978 perché si era opposto al racket[30].
- Augusto Rancilio, architetto di 26 anni, sequestrato a Cesano Boscone (MI) il 2 ottobre 1978[31].
- Pasqualino Perri, di 12 anni, ucciso a Rende (CS), al posto del padre, il 27 ottobre 1978[32].
- Paolo Giorgetti, studente di 16 anni, sequestrato a Meda (MI) il 9 novembre 1978[33].
- Carmelo Di Giorgio e Primo Perdoncini, operai della ditta Montresor e Morselli di Verona, che avevano acquistato agrumi dai produttori della piana di Gioia Tauro, turbando così il mercato agrumicolo controllato dalla 'ndrangheta, uccisi a Rizziconi il 5 gennaio 1979[34].
- Antonino Tripodi e Rocco Barillà, uccisi il 9 febbraio 1979 a Sambatello, quartiere di Reggio Calabria[35].
- Orlando Legname, imprenditore agricolo ucciso il 31 luglio 1979 a Limbadi[36].

### Anni ottanta

Giuseppe Valarioti

- Giuseppe Gullì, farmacista, sequestrato il 21 febbraio 1980 a Montebello Jonico[37].
- Bruno Vinci, falegname, ucciso il 14 aprile 1980 a Serra San Bruno[38].
- Giuseppe Valarioti, segretario della Sezione del PCI di Rosarno. Assassinato l'11 giugno 1980.
- Giovanni Losardo, militante comunista, già Sindaco di Cetraro e Segretario capo presso la Procura della repubblica del Tribunale di Paola. Assassinato il 21 giugno 1980.[39]
- Silvio De Francesco, farmacista di 70 anni, sequestrato a Bovalino il 6 ottobre 1980[40].
- Antonio Colistra, avvocato, sequestrato il 17 ottobre 1980 a Siderno[41].
- Rossella Casini, studentessa universitaria rapita, violentata e uccisa a Palmi il 22 febbraio 1981 per essere la fidanzata di un pentito di 'ndrangheta[42].
- Annunziata Pesce, 30 anni, uccisa a Rosarno il 20 marzo 1981 perché aveva una relazione con un carabiniere[43][44].
- Lorenzo Crosetto, imprenditore, sequestrato a Torino il 3 luglio 1981[45].
- Salvatore Serpa, sindacalista della CGIL, ucciso a Spezzano della Sila l'11 agosto 1981[46].
- Lucio Ferrami, commerciante, ucciso a Cetraro il 27 ottobre 1981 per aver detto no alle estorsioni della 'ndrangheta[47].
- Santo Nigro, imprenditore, ucciso il 18 novembre 1981 perché si era rifiutato di pagare il pizzo alla 'ndrangheta[48].
- Francesco Borrelli, maresciallo dei carabinieri, ucciso a Cutro (KR) il 13 gennaio del 1982 per aver sventato un agguato ai danni di un boss locale (Medaglia d'oro al merito civile)[49].
- Salvatore Dragone, ragioniere, ucciso a Cutro (KR), il 13 gennaio del 1982 a seguito del medesimo agguato ai danni del boss locale Antonio Dragone (nonostante la parentela, gli accertamenti hanno in seguito dimostrato che fra i due non vi era alcun rapporto di collusione)[49].
- Catello De Iudicibus, negoziante, ucciso il 17 febbraio 1982 a Cetraro per essersi opposto alla 'ndrangheta[50].
- Luigi Gravina, commerciante ucciso a Paola il 25 marzo 1982 per aver detto no alle estorsioni della 'ndrangheta[51].
- Gennaro Musella, ingegnere e imprenditore campano ucciso con un'autobomba a Reggio Calabria il 3 maggio 1982[52].
- Silvio Sesti, avvocato, ucciso a Cosenza il 21 giugno 1982[53].
- Pompeo Panaro, commerciante e uomo politico, ucciso il 28 luglio 1982 a Paola (CS)[54].
- Graziella e Maria Maesano, bambine di 9 anni, uccise a Le Castella (KR) il 21 settembre 1982 nell'agguato che ha per bersaglio lo zio[55].
- Mario Lattuca, operaio ucciso per errore in un agguato il 21 settembre 1982 a Paola (CS)[56].
- Antonio e Bartolo Pesce, bambini di 10 e 14 anni, uccisi per errore da una bomba posta per sbaglio davanti alla loro abitazione il 24 ottobre 1982 a Pizzini di Filandari[57].
- Giovanni Canturi, di 13 anni, ucciso insieme allo zio a Caraffa del Bianco, il 9 novembre 1982[58].
- Francesco Panzera, insegnante, ucciso a Locri il 10 dicembre 1982 perché combatteva lo spaccio di droga nella scuola da parte della 'ndrangheta[59].
- Mario Dodaro, imprenditore, ucciso il 18 dicembre 1982 a Castrolibero[60].
- Bruno Caccia, magistrato, morto a Torino il 26 giugno 1983.
- Attilio Aceti, ristoratore di 62 anni, ucciso il 30 giugno 1983 a Figline Vegliaturo per essersi ribellato ai suoi estorsori[61].
- Giuseppe Bertolami, florovivaista di 58 anni, sequestrato a Lamezia Terme il 12 ottobre 1983[62].
- Domenico Cannatà, bambino di 10 anni, ucciso il 4 novembre 1983 a San Ferdinando[63].
- Serafino Trifaro, ragazzo di 15 anni, ucciso il 4 novembre 1983 a San Ferdinando[63].
- Alfredo Sorbara, ruspista di 35 anni, sequestrato il 1º maggio 1984 a Giffone[64].
- Giuseppe e Giovanni Lo Moro, padre e figlio, uccisi a Filadelfia l'8 gennaio 1985[65].
- Il brigadiere Carmine Tripodi, carabiniere, 25 anni, di Castel Ruggero, piccola frazione di Torre Orsaia (Salerno), ucciso in un agguato mafioso, a colpi di lupara, a San Luca, il 6 febbraio del 1985, sulla strada provinciale, ad un anno della sua morte, venne decorato di Medaglia d'Oro al Valor Militare alla Memoria.
- Giuseppe Macheda, vigile urbano, ucciso in servizio nella città di Reggio Calabria il 28 febbraio 1985[66].
- Sergio Cosmai, direttore del carcere di Cosenza (assassinato nel marzo del 1985).
- Domenico Natale De Maio, sindaco di Platì, ucciso il 27 marzo 1985 dalle 'ndrine locali[67][68].
- Annunziata Ferraro, ragazza di 16 anni, uccisa a Mammola il 1º maggio 1985[69].
- Antonino Vicari, imprenditore, ucciso a Taurianova il 4 maggio 1985 per aver detto no alle estorsioni della 'ndrangheta[70].
- Filippo Salsone, maresciallo della Polizia Penitenziaria ucciso a Brancaleone il 7 febbraio 1986 e riconosciuto vittima del dovere dal Ministero dell'Interno[71][72].
- Francesco Prestia e Domenica De Girolamo, ex sindaco di Platì e moglie, entrambi uccisi il 12 febbraio 1986[73][74].
- Cosimo Giordano, titolare di un supermercato, ucciso il 21 febbraio 1986 a Reggio Calabria[75].
- Nino D'Uva, avvocato, ucciso il 6 maggio 1986 a Messina[76].
- Rocco Zoccali, ragazzo di 19 anni, ucciso a Locri il 29 ottobre 1986[77].
- Antonino Scirtò, ferroviere, ucciso per errore il 17 gennaio 1987 a Reggio Calabria[78].
- Giuseppe Rechichi, professore, ucciso a Polistena in un agguato per errore, il 4 marzo 1987[79].
- Rosario Iozia, vicebrigadiere dei Carabinieri ucciso a Cittanova il 10 aprile 1987 in uno scontro a fuoco con 'ndranghetisti (Medaglia d'argento al valor militare).
- Paolo Ficara, operaio forestale, ucciso per errore il 16 aprile 1987 a Bova in un agguato che ha per bersaglio un suo collega[80].
- Vincenzo Gentile, sindaco di Gioia Tauro, ucciso a colpi di pistola vicino a casa l'8 maggio 1987[81].
- Roberto Rizzi, impiegato, ucciso per errore il 20 maggio 1987 a Torino[82].
- Domenico Zappia, studente di 18 anni, ucciso il 2 ottobre 1987 a Staiti[83].
- Giovanni Mileto, Caposquadra Cantonieri FCL di Cittanova, assassinato in un agguato mafioso il 7 novembre 1987, sacrificatosi per salvare un'altra vita umana, riconosciuto vittima della criminalità organizzata[84].
- Giuseppe Galluccio, imprenditore edile, ucciso a Ferruzzano il 5 giugno 1988[85].
- Pietro Ragno, 28 anni, carabiniere, ucciso a Gioia Tauro il 10 luglio 1988 in un agguato di 'ndrangheta[86][87].
- Walter Briatore, imprenditore di 36 anni, ucciso per errore il 15 luglio 1988 a Torino[88].
- Antonio Raffaele Talarico, guardia giurata assassinata il 2 settembre 1988 a Lamezia Terme. Riconosciuto vittima innocente della criminalità organizzata. Dopo molti anni a seguito di rivelazioni fatte da un reo confesso si è scoperto che la vittima fu assassinata da una 'ndrina locale dedita al racket delle guardianie. La Corte di Assise di Catanzaro nel 2011 ha condannato il colpevole alla pena di anni 30 perché resosi responsabile in concorso con altri di ben 11 omicidi e 3 tentati omicidi[89].
- Abed Manyami, 30 anni, venditore ambulante ucciso per errore in un agguato di 'ndrangheta a Gioia Tauro il 9 settembre 1988[90][91].
- Girolamo Priolo, 18 anni, titolare di un'officina di demolizioni automobili ucciso in un agguato a Gioia Tauro il 9 settembre 1988[92].
- Sante Foti, 36 anni, titolare di un autolavaggio, ucciso in un agguato a Gioia Tauro il 9 settembre 1988[92].
- Domenico Carabetta, cuoco di 22 anni, ucciso per errore l'11 settembre 1988 a Sant'Ilario dello Ionio[93].
- Girolamo Marino, medico chirurgo dell'ospedale di Locri ucciso proprio a Locri il 23 ottobre 1988 perché l'operazione di appendicectomia sulla piccola Caterina Giampaolo, figlia del boss latitante Antonio, andò male. La vendetta arrivò per mano dello zio della piccola, Giuseppe, arrestato e condannato a 24 anni di reclusione[94].
- Francesco Crisopulli, manovale di 50 anni, ucciso il 9 gennaio 1989 a Bova Marina[95].
- Colin Winchester, vicecapo dell'Australian Federal Police, ucciso a Canberra il 10 gennaio 1989[96][97].
- Giuseppe Caruso, bracciante di 63 anni, ucciso a Taurianova il 29 gennaio 1989[98].
- Marcella Tassone, bambina di 10 anni, uccisa il 23 febbraio 1989 a Laureana di Borrello nell'agguato che ha per bersaglio il fratello[99].
- Vincenzo Grasso, rivenditore d'automobili, assassinato a Locri nel marzo 1989 (Medaglia d'oro al merito civile) per aver detto no alle estorsioni delle 'ndrine[100].
- Pietro Lombardo, ragazzo di 16 anni, ucciso l'8 aprile 1989 a Locri[101].
- Don Giuseppe Giovinazzo, parroco di Moschetta, frazione di Locri, ucciso a San Luca il 1º giugno 1989[102].
- Francesco Longo, operaio, ucciso l'11 agosto 1989 a Cittanova[103].
- Lodovico Ligato, ex parlamentare DC ed ex presidente delle Ferrovie dello Stato. Coinvolto nello "scandalo delle lenzuola d'oro", nel novembre del 1988 fu costretto a dimettersi dalla presidenza delle Ferrovie dello Stato. Venne assassinato in un agguato a Bocale, zona di Reggio Calabria, il 27 agosto 1989 dai sicari del capo Antonio Imerti perché era legato al capo nemico, Paolo De Stefano.
- Giacomo Catalano, operaio, ucciso il 4 settembre 1989 a Cittanova[104].
- Giuseppe Tizian, bancario di 36 anni, ucciso il 23 ottobre 1989 a Locri[105].
- Francesco Ventura, tra i più illustri imprenditori del mezzogiorno e gravitante in alti ambienti politici, così come riportato da 'La Repubblica'. Assassinato il 3 novembre del 1989 a Reggio Calabria[106], si disse all'epoca, per un oscuro intreccio di appalti. Tale affermazione è stata recentemente confutata dalle rivelazioni del pentito Roberto Moio, il quale ha dichiarato agli inquirenti che il Ventura fu assassinato per essersi rifiutato di pagare una forte tangente.
- Vincenzo Medici, 64 anni, florovivaista di Bianco, sequestrato il 21 dicembre 1989, il suo corpo non è ancora stato ritrovato[107].

### Anni novanta

Antonino Scopelliti

Salvatore Aversa

- Andrea Bonforte, ragazzo di 15 anni, ucciso per errore il 2 gennaio 1990 a Reggio Calabria[108].
- Giovanni Trecroci, vicesindaco e assessore ai lavori pubblici del comune di Villa San Giovanni, ucciso il 7 febbraio 1990 a Villa San Giovanni[109].
- Michele Arcangelo Tripodi (18 marzo 1990), bambino di 12 anni, rapito e ucciso per vendetta contro il padre Rocco, ucciso in seguito anche lui[110].
- Umberto Mormile, educatore del carcere di Opera, ucciso l'11 aprile 1990 a Carpiano da Antonio Schettini e Nino Cuzzola, per ordine di Domenico e Antonio Papalia.
- Vincenzo Reitano, commerciante e consigliere comunale di Fiumara di Muro, ucciso a Reggio Calabria l'11 aprile 1990[111].
- Ferdinando Caristena (18 maggio 1990), commerciante, ucciso a 33 anni perché si presumeva fosse omosessuale e avesse una relazione con un presunto affiliato Gaetano Mazzitelli, vicino ai Molè, e perché successivamente intraprese una relazione con la sorella del cognato di Mommo Piromalli come raccontato dal pentito Annunziato Raso. Il 5 novembre 2017 il comune di Gioia Tauro gli dedica una via[112][113][114].
- Nicodemo Panetta, imprenditore di Grotteria, ucciso a Mammola dagli Ursino l'11 giugno 1990[115][116][117].
- Nicodemo Raschellà, imprenditore, ucciso l'11 giugno 1990[115][116][117].
- Antonio Pontari, assessore all'urbanistica del comune di San Lorenzo, ucciso il 26 giugno 1990 a Reggio Calabria[118][119].
- Arturo Caputo, di 16 anni, ucciso in una sparatoria il 4 luglio 1990 a Strongoli, nel Crotonese. Il ragazzo era in pizzeria con gli amici[120].
- Raffaella Scordo, insegnante di 39 anni, uccisa il 13 luglio 1990 ad Ardore[121].
- Francesco Mandalari Lo Priore, avvocato penalista, ucciso l'11 agosto 1990 a Condofuri Marina[122].
- Domenico Catalano, ragazzo di 16 anni, ucciso a 2 pallottole in testa dai sicari del capo Pasquale Condello perché il 16enne indossava una maglia a righe che lo scambiarono con un certo Vincenzo Zappa, vero obiettivo dell'attentato mortale, il 1º settembre 1990 ad Archi, quartiere di Reggio Calabria[123].
- Angelo Versaci, vigile urbano, ucciso il 4 settembre 1990 a Calanna[124].
- Maria Marcella e Elisabetta Gagliardi, madre e figlia, uccise a Palermiti (CZ) il 7 settembre 1990[125].
- Antonino Marino, carabiniere, comandante della caserma di Platì, ucciso il 9 settembre 1990 a Bovalino (Medaglia d'oro al valor civile).
- Pietro Laface, geometra, ucciso a Villa San Giovanni l'11 settembre 1990[126].
- Ferdinando Barbalace, commercialista, ucciso il 26 novembre 1990[127].
- Letterio Nettuno, ragazzo di 15 anni, ucciso a Reggio Calabria il 5 gennaio 1991[128].
- Francesco Augurusa e Onofrio Addesi, operai, uccisi per errore il 6 gennaio 1991 a Sant'Onofrio[129].
- Antonio Valenti, impiegato di 31 anni, ucciso il 12 marzo 1991 a Locri[130].
- Domenico Bruno e Giovanni Cento, guardie giurate, uccisi il 22 marzo 1991 a Petilia Policastro perché testimoni di una rapina[131].
- Andrea Muià, ragazzo di 16 anni, ucciso il 31 marzo 1991 a Siderno[132].
- Domenico Archinà, imprenditore ucciso a Siderno il 24 maggio 1991[133][134].
- Francesco Tramonte e Pasquale Cristiano, 2 netturbini uccisi sul lavoro a Lamezia Terme il 24 maggio 1991[135].
- Antonio Cordopatri, Barone ucciso a Reggio Calabria il 10 luglio 1991[136].
- Domenico Randò, vittima innocente della Faida di Laureana di Borrello a Serrata (RC), il 6 agosto 1991[137].
- Antonino Scopelliti, magistrato, ucciso dalla 'Ndrangheta e da Cosa nostra, il 9 agosto del 1991.
- Renato Lio (20 agosto 1991), appuntato scelto dei Carabinieri, assassinato dallo 'ndranghetista Massimiliano Sestito durante un posto di blocco.
- Domenico Mafrici, allevatore, ucciso a Condofuri il 25 agosto 1991[138].
- Demetrio Quattrone, ingegnere, ucciso a Reggio Calabria il 28 settembre 1991[139].
- Nicola Soverino, medico, ucciso a Reggio Calabria il 28 settembre 1991[139].
- Giuseppe Rocca, pastore, ucciso a Careri il 1º ottobre 1991[140].
- Stefano Bonfà, imprenditore agricolo di 62 anni, ucciso a Caraffa del Bianco il 3 ottobre 1991[141].
- Pasquale Malgeri, medico in pensione, sequestrato a Grotteria il 7 ottobre 1991[142].
- Salvatore Aversa (Medaglia d'oro al valor civile) e Lucia Precenzano, sovrintendente della Polizia di Lamezia Terme e moglie, uccisi il 4 gennaio 1992.
- Stefano Ceratti, medico e politico della Democrazia Cristiana ucciso a Bianco il 7 aprile 1992.
- Vincenzo Costa, commerciante ambulante di 43 anni, ucciso il 19 luglio 1992 a Siderno[143].
- Antonino Muto, originario di Cutro in provincia di Crotone, è morto il 7 settembre del 1992 per le gravi ferite riportate in un agguato avvenuto il giorno prima in località Colonie Padane, vicino a Cremona. Due killer agirono all’interno del bar Baracchino per uccidere Ruggiero Dramore, anch’egli calabrese. L’agguato era legato a vicende di 'ndrangheta. Muto fu colpito per errore[144].
- Rocco e Antonio Corica, padre e figlio, uccisi a Taurianova il 5 ottobre 1992 per non aver ceduto al racket[145][146].
- Domenico Pandolfo, primario neurochirurgo, ucciso a Locri il 20 marzo 1993[147].
- Giuseppe Marino, vigile urbano, ucciso in servizio nella città di Reggio Calabria il 16 aprile 1993[148].
- Adolfo Cartisano detto Lollò, fotografo, sequestrato il 22 luglio 1993 e ritrovato morto nel 2003[149].
- Giuseppe Russo, ragazzo di 22 anni ucciso ad Acquaro (VV) il 15 gennaio 1994 per aver avuto una relazione sentimentale con la cognata di un boss[150].
- Antonino Fava e Vincenzo Garofalo, appuntati dei Carabinieri, uccisi in un agguato la sera del 18 gennaio 1994 lungo l'autostrada A3 all'altezza dello svincolo per Scilla.
- Geoffrey Bowen, sergente della National Crime Authority, ucciso con una bomba al fosforo rosso, il 2 marzo 1994, ad Adelaide[151].
- Angela Costantino, 25 anni, uccisa il 16 marzo 1994 a Reggio Calabria[152].
- Marilena Bracaglia, Maria Teresa Galluccio e Nicolina Celano, rispettivamente nipote, zia e nonna, uccise a Genova il 18 marzo 1994[153].
- Alfonso Mazzotta e Vincenzo Gangemi, ragazzi di 18 e 17 anni, uccisi il 6 maggio 1994 a Rosarno[154].
- Giovanni Simonetti, avvocato civilista e penalista di 50 anni, ucciso il 24 maggio 1994 a Gioiosa Ionica[155].
- Antonio Novella, operaio forestale di 39 anni, ucciso a Martone il 18 agosto 1994[156].
- Francesco Aloi, ragazzo di 22 anni, scomparso da Filadelfia il 16 settembre 1994[157].
- Nicholas Green, bambino di 7 anni, ferito gravemente sull'Autostrada A3 a Mileto il 29 settembre 1994, morto a Messina il 1º ottobre 1994[158][159].
- Pietro Sanua, commerciante di 47 anni, ucciso il 4 febbraio 1995 a Corsico (MI)[160].
- Luigi Coluccio, titolare di un bar, ucciso a Gioiosa Ionica il 1º novembre 1995, a soli 23 anni, perché la sua famiglia rifiutò di cedere alle richieste estorsive della 'Ndrangheta[161].
- Fortunato Correale, meccanico, ucciso a Locri il 22 novembre 1995[162].
- Francesco Giorgino, proprietario di un'autofficina e meccanico, ucciso il 21 febbraio 1996 a Lazzaro, frazione di Motta San Giovanni[163].
- Nicola Melfi, operaio edile di 18 anni, ucciso a Casabona il 24 giugno 1996[164].
- Antonino Polifroni (30 settembre 1996), imprenditore di Varapodio (RC), assassinato perché non aveva ceduto ai ricatti e alle estorsioni della 'Ndrangheta.
- Antonino Moio e Celestino Fava, uccisi a Palizzi il 29 novembre 1996[165].
- Gennaro Ventura, fotografo ed ex carabiniere di 28 anni, ucciso a Lamezia Terme il 16 dicembre 1996[166].
- Domenico Macrì, studente universitario di 20 anni, ucciso a Soriano Calabro il 30 agosto 1997[167][168].
- Francesco Marzano, commerciante di 40 anni, ucciso a Siderno il 1º dicembre 1997[169].
- Matteo Bottari, professore di Diagnostica e Chirurgia endoscopica dell'Università di Messina ucciso il 15 gennaio 1998[170][171][172].
- Mariangela Ansalone (9 anni) e il nonno Giuseppe Biccheri (54 anni). Uccisi ad Oppido Mamertina l'8 maggio 1998 perché passavano casualmente in automobile davanti ad un negozio dove si era appena consumata un duplice omicidio legato alla faida che in quegli anni stava insanguinando il paesino aspromontano[173].
- Luigi Ioculano, medico di Gioia Tauro ucciso il 25 settembre 1998.
- Oscar Truzzi, ragazzo ucciso per errore il 16 aprile 1999 a Reggio Emilia[174][175].
- Antonio Musolino, imprenditore edile di 54 anni. Ucciso nel frantoio di proprietà di famiglia, a Benestare, la sera del 31 ottobre 1999. I mandanti ed esecutori del delitto, restano ignoti[176].

## XXI secolo

### Anni 2000
- Ferdinando Chiarotti, pensionato di 73 anni ucciso per errore in un agguato di 'ndrangheta a Strongoli il 26 febbraio 2000[177][178].
- Francesco Scerbo, ucciso per errore in un agguato il 2 marzo 2000 a Isola di Capo Rizzuto[179][180].
- Domenico Gullaci, imprenditore di Marina di Gioiosa Ionica, ucciso il 13 aprile 2000[181].
- Saverio Cataldo, commerciante, ucciso a Bovalino il 21 luglio 2000[182].
- Giuseppe Manfreda, muratore di 26 anni, ucciso per errore il 25 agosto 2000 a Mesoraca[183].
- Gianfranco Madia e Francesco Talarico, nipote e nonno, uccisi il 27 ottobre 2000 a San Giovanni in Fiore[184][185].
- Santo Panzarella, vittima di lupara bianca, ucciso a Filadelfia il 10 luglio 2002[186].
- Torquato Ciriaco, noto avvocato civilista e amministrativista di Lamezia Terme, assassinato lungo la strada che collega Lamezia con Maida (1º marzo 2002)[187].
- Antonio Perri, imprenditore di 71 anni, ucciso a Lamezia Terme il 10 marzo 2003 perché si era rifiutato di pagare i suoi estorsori[188].
- Antonio D'Agostino, gestore di un distributore di carburanti di 59 anni, ucciso a Sant'Ilario dello Ionio il 27 maggio 2003 perché ostacolava le attività delle cosche[189].
- Antonio Maiorano, operaio, ucciso per errore a Paola (CS) il 21 luglio 2004 perché scambiato dai killer con il locale boss Giuliano Serpa (oggi collaboratore di giustizia). Dal 2008 ad ogni anniversario della sua morte a Paola si celebra la "giornata della memoria e dell'impegno", dedicata a tutte le vittime innocenti della mafia[190].
- Massimiliano Carbone, giovane imprenditore di 30 anni, ucciso a Locri il 17 settembre 2004[191].
- Paolo Rodà, di 13 anni, ucciso brutalmente insieme al padre, il 2 novembre 2004 a Ferruzzano[192].
- Salvatore Favasuli, parrucchiere di 20 anni, ucciso a Casignana il 6 gennaio 2005[193].
- Gianluca Congiusta, imprenditore, assassinato a Siderno il 24 maggio 2005[194][195].
- Pasquale Simari, ucciso il 26 luglio 2005 in piazza Vittorio Veneto, a Gioiosa Jonica[196].
- Francesco Fortugno, vicepresidente del Consiglio regionale della Calabria, assassinato a Locri il 16 ottobre 2005.
- Daniele Polimeni, ragazzo di 18 anni, barbaramente ucciso a Reggio Calabria nel 2005[197].
- Fortunato La Rosa, oculista in pensione, viene ucciso l'8 settembre 2005 per aver protestato per le mucche di alcuni 'ndranghetisti che invadevano il suo terreno[198][199].
- Vincenzo Cotroneo, calciatore di 28 anni, ucciso a Bianco il 18 marzo 2006[200][201][202][203][204].
- Fedele Scarcella, imprenditore agricolo di 71 anni, ucciso a Briatico l'11 giugno 2006[205][206].
- Luigi Rende, guardia giurata, ucciso a Reggio Calabria il 1º agosto 2007[207].
- Vincenzo Bonifacio, guardia giurata, ucciso il 24 febbraio 2008[208].
- Antonio Longo, imprenditore, ucciso il 26 marzo 2008[209][210][211][212][213].
- Fazio Cirolla, operaio di 42 anni ucciso per errore in un agguato di 'ndrangheta a Cassano allo Jonio il 27 luglio 2009[214].
- Domenico Gabriele, detto Dodò, bambino di 11 anni ucciso per errore in un agguato di 'ndrangheta a Crotone, ferito il 25 giugno 2009, morto il 20 settembre 2009[215].
- Pasquale Andreacchi, ragazzo di 18 anni, ucciso l'11 ottobre 2009 a Serra San Bruno[216].
- Barbara Corvi, 35 anni, uccisa il 27 ottobre 2009 ad Amelia[217].
- Lea Garofalo, ex convivente di uno 'ndranghetista di Petilia Policastro, uccisa e bruciata nei pressi di Monza il 24 novembre 2009, a causa delle sue dichiarazioni sull'omicidio dello 'ndranghetista Antonio Comberiati[218][219].
- Francesco Maria Inzitari, ragazzo di 18 anni, ucciso a Taurianova il 5 dicembre 2009[220]. Nel 2020 il comune di Rizziconi intitola una via in sua memoria.

### Anni 2010
- Santa Tita Buccafusca, moglie di Pantaleone Mancuso, morta apparentemente suicida dopo aver ingerito dell'acido il 18 aprile 2011, dopo che aveva iniziato a provare a collaborare con i Carabinieri di Nicotera Marina[221][222].
- Maria Concetta Cacciola, morta dopo aver ingerito acido muriatico il 20 agosto 2011, dopo aver iniziato a collaborare con le autorità, per dare una vita migliore ai suoi figli[223].
- Filippo Ceravolo, commerciante di 19 anni, ucciso per errore in un agguato di 'ndrangheta a Pizzoni il 25 ottobre 2012[224].
- Marco Puntorieri, ragazzo reggino legato alla criminalità cittadina, viene ucciso nelle campagne di Armo da tre persone che lui stesso conosceva, il 15 settembre 2011. In seguito i killer vennero rintracciati e arrestati a causa di un video girato di nascosto dietro gli alberi, da una persona che non si fece mai identificare[225].
- Roberto Straccia, scomparso a Pescara nel dicembre 2011 e trovato morto ad inizio 2012 a Bari. Ucciso per uno scambio di persona da killer provenienti da Mesoraca.[226]
- Cocò Campolongo, bimbo di tre anni viene ucciso carbonizzato a gennaio 2014 insieme al nonno Giuseppe Iannicelli e a Ibtissa Touss mentre erano in un furgone a Corigliano Calabro da Faustino Campilongo e Cosimo Donato su ordine degli Abbruzzese[227][228][229].
- Maria Chindamo, imprenditrice di 44 anni di Limbadi, sequestrata e uccisa il 6 maggio 2016 per essersi rifiutata di cedere un suo terreno agricolo a un boss della cosca locale. Secondo le rivelazioni di un collaboratore di giustizia il suo cadavere venne triturato e dato in pasto ai maiali[230][231].
- Francesco Pagliuso, avvocato penalista di 43 anni, ucciso a Lamezia Terme il 9 agosto 2016[232].
- Bruno Ielo, tabaccaio ed ex carabiniere, ucciso il 25 maggio 2017[233].
- Francesco Prestia Lamberti, ragazzo di 15 anni, ucciso brutalmente il 29 maggio 2017 a Mileto[234].
- Matteo Vinci, 42 anni biologo ucciso il 9 aprile 2018 con un'autobomba a Limbadi dal clan Mancuso[235][236][237].
- Francesco Vangeli, ragazzo di 26 anni, ucciso il 9 ottobre 2018, il suo corpo non è ancora stato ritrovato[238].
- Marcello Bruzzese, 51 anni fratello del pentito Girolamo Bruzzese, ucciso il 25 dicembre 2018 a Pesaro. L'uomo al momento dell'omicidio era inserito nel programma speciale di tutela dei collaboratori di giustizia da parte del Viminale.[239]
- Massimo Vona, allevatore 44enne ucciso a Petilia Policastro. L'obiettivo dei killer era probabilmente il fratello.[240]
- Rosario e Salvatore Manfreda, padre e figlio di 69 e 35 anni, allevatori, uccisi a Mesoraca nell'aprile del 2019.[241]

### Anni 2020
- Giorgio Barresi, 42 anni agente immobiliare ucciso il marzo 2020 è stato trovato ammazzato con colpi di pistola in Canada[242].
- Hanane Saadi, 38 anni, uccisa a Castrovillari insieme al marito 57enne Maurizio Scorza il 5 aprile 2022.[243]
- Antonella Lopardo, 49 anni, uccisa a Sibari con 30 colpi di Kalashnikov il 2 maggio 2023. Secondo gli inquirenti si sarebbe trattato di un tragico scambio di persona essendo il vero obbiettivo dei killer il marito Salvatore Maritato (già noto alle forze dell'ordine e presunto esponente della cosca Forastefano).[244]

## Media
Di seguito i media che hanno trattato delle vittime di 'ndrangheta:
- L'11 novembre 2016 i Litfiba pubblicano l'album Eutòpia con la canzone "Maria Coraggio" dedicata a Lea Garofalo, il 10 marzo 2017 viene pubblicato un videoclip della canzone.
- Programma di Rai 1 "Cose Nostre", edizione 2018, episodi:
  - Il codice di Angela (4 luglio 2019) sulla morte di Santo Panzarella figlio di Angela Donato
- Programma di Rai 1 "Cose Nostre", edizione 2019, episodi:
  - O cu nui o cu iddi (4 luglio 2019) su Maria Concetta Cacciola
  - Lessico criminale (11 luglio 2019) su Cocò Campolongo